# 田中四郎
田中 四郎（たなか しろう、1901年 - 1945年8月15日）は、日本の実業家。歌人・俳人としても知られ、青野 梓のペンネームでも活動した。神戸高等商業学校在学中に初代学生横綱になった経歴があるほか、戦時期には出版統制機関である日本出版文化協会で要職を務めている。夫人は金子直吉の次女・須磨子。

## 生涯
和歌山県出身。和歌山商業学校（現在の和歌山県立和歌山商業高等学校）時代、全国少年相撲大会で優勝した。
1918年（大正7年）、神戸高等商業学校に入学（第16回生）、相撲部に所属。全国少年相撲大会での優勝経験によって相撲部キャプテンであった久琢磨がスカウトをかけたという。1919年（大正8年）、第1回全国学生相撲大会で優勝し、初代学生横綱となった。第2回大会では早稲田大学の浅岡信夫に敗れている。
1922年（大正11年）、神戸高商を卒業。久琢磨・金子直吉らとの縁から、卒業後は鈴木商店に勤務。麦粉部に配属され、西川政一らとともに米国・カナダからの麦粉の輸入に従事していた。金子直吉の家には神戸高商在学中から直吉の三男の家庭教師を兼ねて寓居しており、鈴木商店の幹部候補として将来を嘱望される人材であった。
1927年（昭和2年）に鈴木商店が倒産すると、金子の身内と見られた田中は、神戸高商閥から遠ざけられた。この時の出来事で「実業がすっかり嫌に」なったという田中は、京都帝国大学の選科で国文学を学んだ（久によれば、短歌を専攻したらしい、という）。国文科の本科には同年齢・同年入学の五味保義がおり、無二の親友となる。
1929年（昭和4年）より3年間、鈴木商店の関連会社であった山口県の山陽電気軌道で運輸課長を務める。多くの催事を企画したが、「西の宝塚」を目指し、長府土地との共同事業として開設した長府楽園地が知られている。その後、元神戸高商教授で実業家として活動した飯島幡司に招かれて栗本鐵工所に入り、取締役・支配人にまで昇進した。
1940年（昭和15年）12月、出版物の配給統制機関・日本出版文化協会（文協）が発足する。文協は内閣情報局の監督下で出版界の統制・出版業者に対する文化指導を行う機関で、「良書」を推薦してその普及にあたり、限られた用紙を配分するといった業務を行っていた。文協の事実上の最高責任者になったのが飯島幡司（当時は朝日新聞社出版局長）であった関係で、田中も重役の座に就いた。田中の部下には古賀英正（経済学者出身。戦後に小説家南條範夫となる）がいた。しかし、時局下に出版されるべき「良書」の決定権を手にした文協では、深刻な内部対立が生じた。片や実業界出身の飯島幡司（専務理事）・田中四郎（事業局長）の派閥、片や社会学者出身の松本潤一郎（文化局長）・黒川純一（企画課長）の派閥で、前者には海軍、後者には陸軍が提携したという。さらには両者をともに攻撃する「日本主義」を標榜するグループ（平凡社の下中彌三郎、旺文社の赤尾好夫らが支持した）もあった。飯島は統制を行う文協の幹部であると同時に用紙配給等で統制を受ける出版社の重役でもあったために他の出版業者から反発を買い、雑誌に書いた文章を反対派に攻撃されて1942年9月に飯島は辞職に追い込まれた。飯島直系とみなされた田中も1943年3月の文協の「発展的解消」（日本出版会の発足）により退任することとなる。
その後田中は、金子直吉が率いる太陽産業（現在の太陽鉱工）の役員を務める。太陽産業は海軍との密接な関係がある総合商社であった。しかし第二次世界大戦末期には召集を受け、陸軍少尉として北部朝鮮に送られた。1945年8月15日の朝、咸鏡北道清津府において、ソ連軍との戦闘で戦死。

## 文学者として
文学においては、土屋文明に師事してアララギ派の歌人となる。また、夫人の母（金子徳、俳号は仙女）がホトトギス派の俳人であった影響で句作も行った。
「鈴木商店記念館」によれば「青野梓」のペンネームで「多くの歌」を残したとある。歌人の清水房雄によれば、「青野梓」は俳句を詠む際のペンネームで、『アララギ』にも「青野梓」で投稿していたが、のちに本名に戻したという。
歌集として『青野』がある。

## 備考
- 文協に務める以前、教職を務めたこともあったという[3]。
- 俳人・俳句研究者の松岡ひでたかによる『田中四郎ノオト』（2005年）がある[3]。
- 追悼文集として『田中四郎氏を偲ぶ : 出版文協時代とその前後』（有斐閣、1974年）が出ている[2]、鈴木商店で関係のあった久琢磨・西川政一、文協で関係のあった江草四郎（有斐閣）・南條範夫[2]、歌人では土屋文明[2]・樋口賢治・狩野登美次[6]らが田中について語っている。
- 戦死の状況については『田中四郎氏を偲ぶ』に記載があり、退却を指揮していた際に弾を受けたという[6]。息絶えた場所は清津商業学校の校庭にあった相撲場の土俵の上であったという[6]。清水房雄との対談でこの状況を聞いた永田和宏は「やっぱり最後まで土俵の上ですか」と述べている[6]。
- 『清津脱出記』（日鐵企業、1975年）の編纂にあたった田中四郎（1908年生）は別人[14]。